# Ralf Frenzel
Ralf Willi Frenzel (* 23. März 1963 in Simmern unter Dhaun) ist geschäftsführender Gesellschafter des Wiesbadener Tre Torri Verlags, der Tre Torri Digital sowie der CPA! Communications- und Projektagentur. 

## Leben
Als Sohn eines Gastwirts aus Simmern absolvierte Ralf Frenzel zunächst eine Ausbildung zum Koch- und Restaurantfachmann. Er erhielt im Jahr 1983 eine Anstellung als Sommelier in der „Ente vom Lehel“ bei Hans-Peter Wodarz in Wiesbaden.
Nach knapp drei Jahren Tätigkeit für Wodarz gründete Frenzel gemeinsam mit Karl-Heinz Wolf, Bernd Siebdrat und George W. Kastner 1985 die Wein-Wolf-Gruppe mit Sitz in Bonn. Zudem war er verantwortlich für deren Weinhandelsgesellschaft Grand Cru Select. Anfang der 1990er Jahre wurde Frenzel geschäftsführender Gesellschafter der Willi-Leibbrand-Gruppe.
2004 gründete er den Tre Torri Verlag, das TV-Koch- und Markenbücher sowie Bücher über Weinverkostungen herausgibt. Ralf Frenzel hat über mehrere Jahre mit Alfred Biolek zusammengearbeitet und diesen u. a. in Weinfragen beraten.
Frenzel ist Herausgeber des Weinmagazins FINE. Er erwarb im April 2021 Anteile an dem Weingut Wegeler und Krone, auf dem eine Fläche von 60 Hektar bewirtschaftet wird, von der Eigner-Familie Drieseberg und soll nach deren Angaben in Zukunft zu Vertrieb und Marketing beitragen.
Frenzel ist verheiratet.

## Bibliographie (Auswahl)
- Biolek. Die Rezepte meines Lebens. Herausgegeben von Ralf Frenzel. Tre Torri Verlag, Wiesbaden 2018, ISBN 978-3-96033-047-9.
- Die Trüffel, Fake & Facts. Herausgegeben von Ralf Frenzel. Tre Torri Verlag, Wiesbaden 2020, ISBN 978-3-96033-092-9.
- Drei Sterne – Zu Hause. Herausgegeben von Ralf Frenzel. Tre Torri Verlag, Wiesbaden 2019, ISBN 978-3-96033-050-9.
- BEEF! Heimat. Meisterstücke für Männer. Herausgegeben von Ralf Frenzel. Tre Torri Verlag, Wiesbaden 2020, ISBN 978-3-96033-014-1.
- Frenzels Weinschule 2. Herausgegeben von Ralf Frenzel. Tre Torri Verlag, Wiesbaden 2020, ISBN 978-3-96033-060-8.
- Gaggenau Das Kochbuch. Der perfekte Gastgeber. Herausgegeben von Ralf Frenzel. Tre Torri Verlag, Wiesbaden 2019, ISBN 978-3-96033-042-4.
- Wild – Best of Wild & mehr. Herausgegeben von Ralf Frenzel. Tre Torri Verlag, Wiesbaden 2020, ISBN 978-3-96033-100-1.
- Die 1000 besten Weine. Herausgegeben von Ralf Frenzel. Tre Torri Verlag, Wiesbaden 2019, ISBN 978-3-96033-063-9.
- Italien – La dolce vita. Herausgegeben von Ralf Frenzel. Tre Torri Verlag, Wiesbaden 2020, ISBN 978-3-96033-071-4.
- Low Carb. Das Gute leben – 365 Rezepte für jeden Tag. Herausgegeben von Ralf Frenzel. Tre Torri Verlag, Wiesbaden 2020, ISBN 978-3-96033-094-3.